# Луций Калпурний Пизон (трибун)
Вижте пояснителната страница за други личности с името Луций Калпурний Пизон.
Луций Калпурний Пизон (на латински: Lucius Calpurnius Piso) е политик на Римската република през началото на 1 век пр.н.е. Произлиза от фамилията Калпурнии, клон Пизон.
През 89 пр.н.е. той е народен трибун заедно с Луций Мемий.